# آب پرتقال
آب پرتقال یک نوشیدنی محبوب و پر طرفدار بین مردم است که از میوه پرتقال تهیه می‌شود. این نوشیدنی از سه روش حاصل می‌شود:
1. عصاره‌گیری میوه پرتقال (معمولاً تازه).
2. خشک کردن و پس از آن خیساندن پرتقال خشک شده.
3. غلیظ کردن آب پرتقال و متعاقباً افزودن آب و تهیه آب میوه.

امروزه همچنین عبارت آب پرتقال به شکل محاوره‌ای و تجاری به آب پرتقال غلیظ شده که به صورت شربت غلیظ شده نیز به فروش می‌رسد گفته می‌شود.

## سلامت
آب پرتقال سرشار از ویتامین ث (اسید اسکوربیک)، پتاسیم، تیامین، فسفر جی، ویتامین ب۹ (اسید فولیک) و ویتامین ب۶ می‌باشد. ویتامین ث در جذب آهن به بدن کمک می‌کند.

## گالری

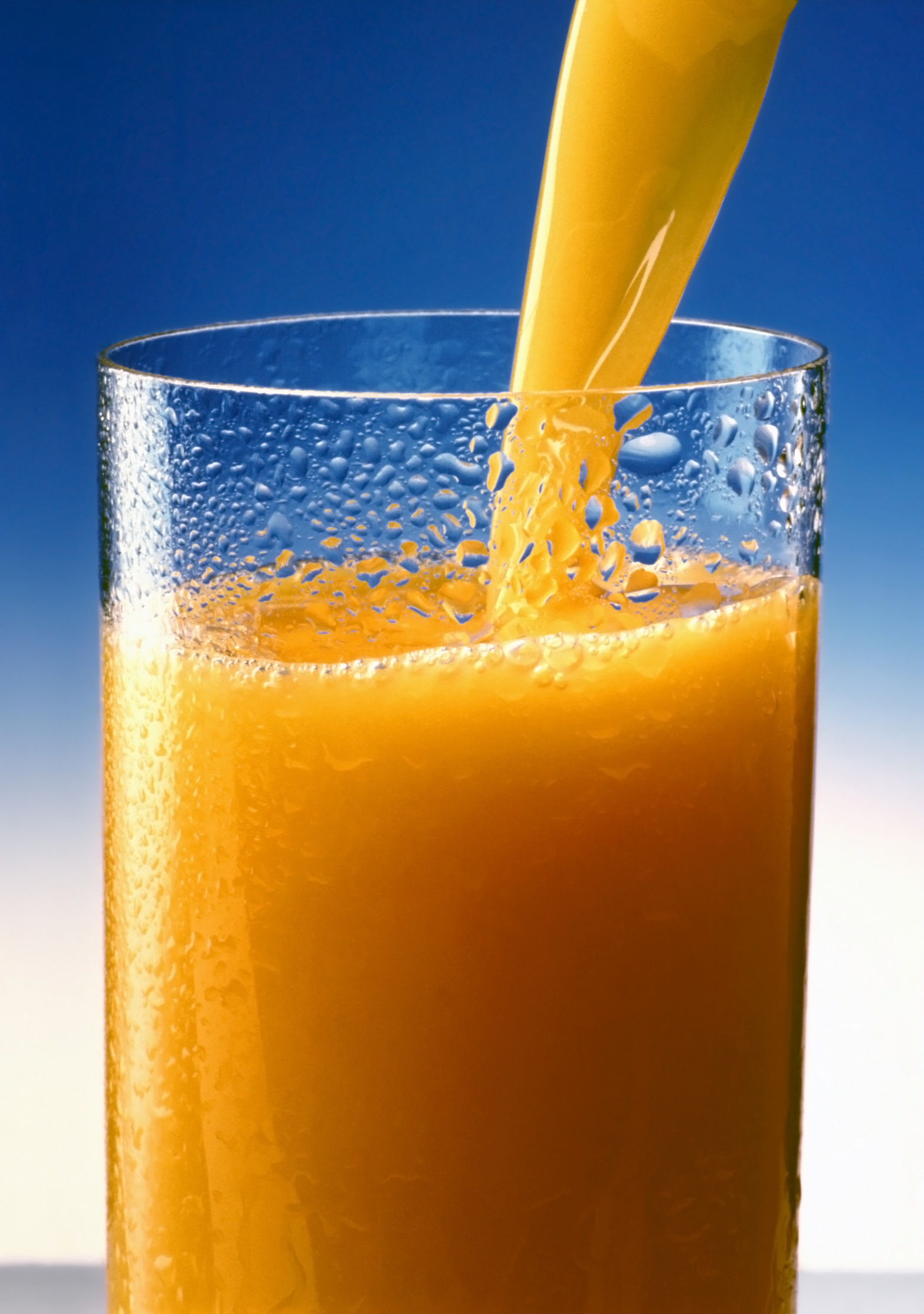
یک لیوان آب پرتقال
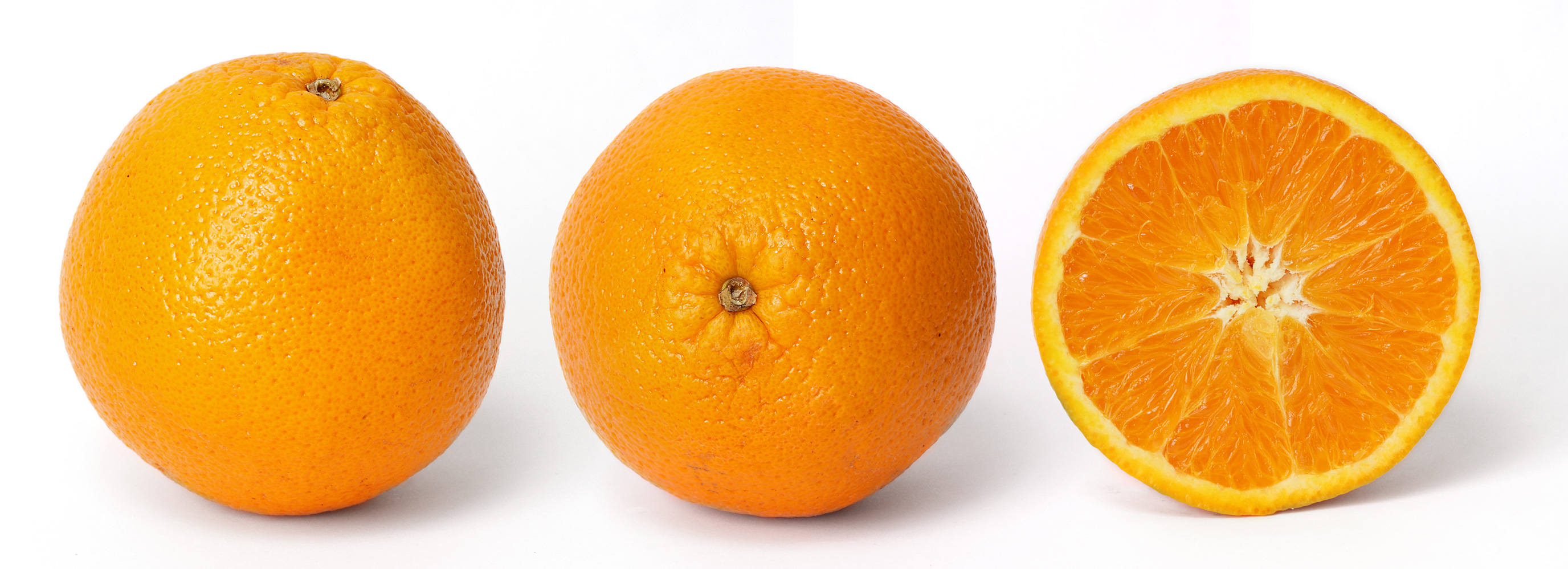
میوه پرتقال
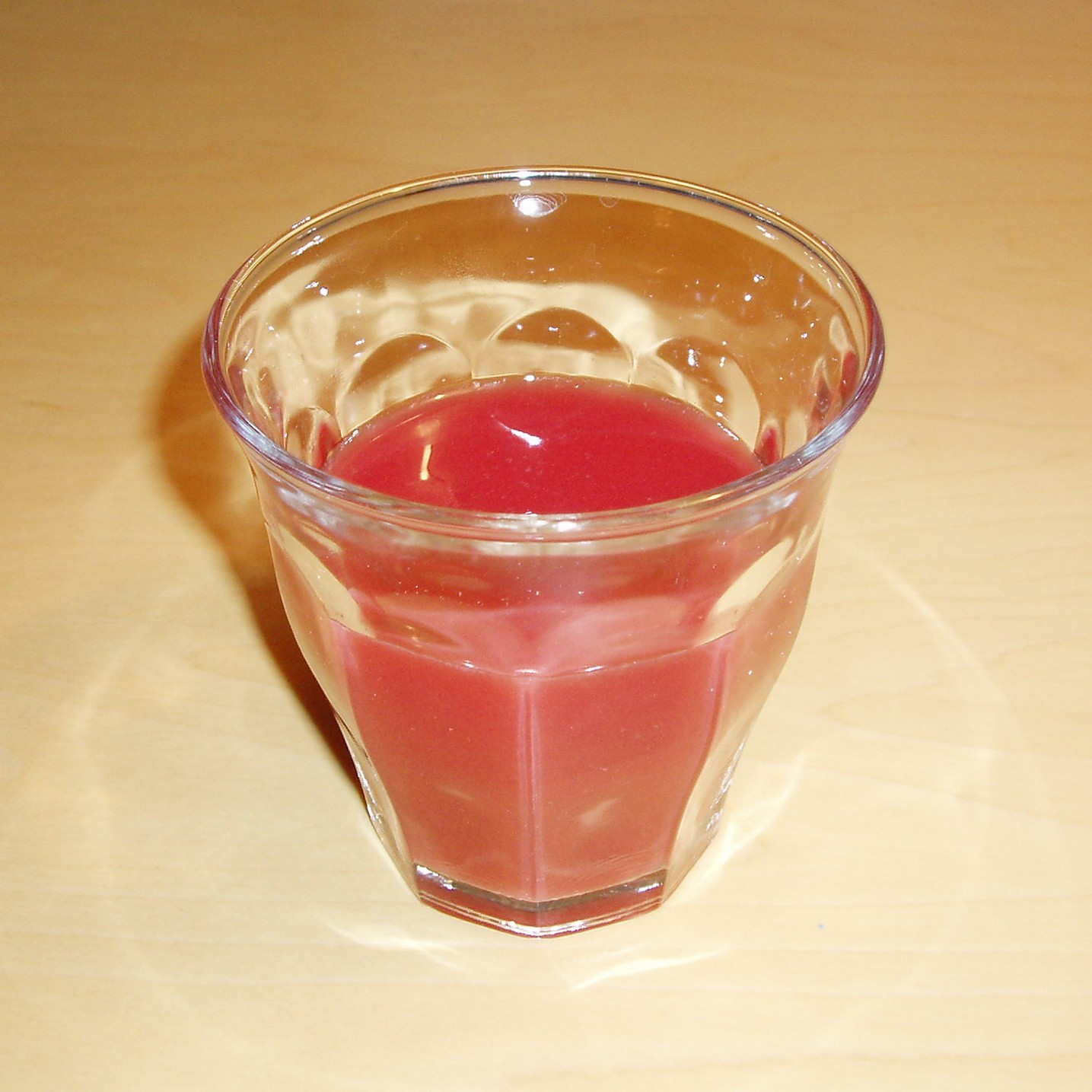
یک لیوان آب پرتقال از نوع خونی
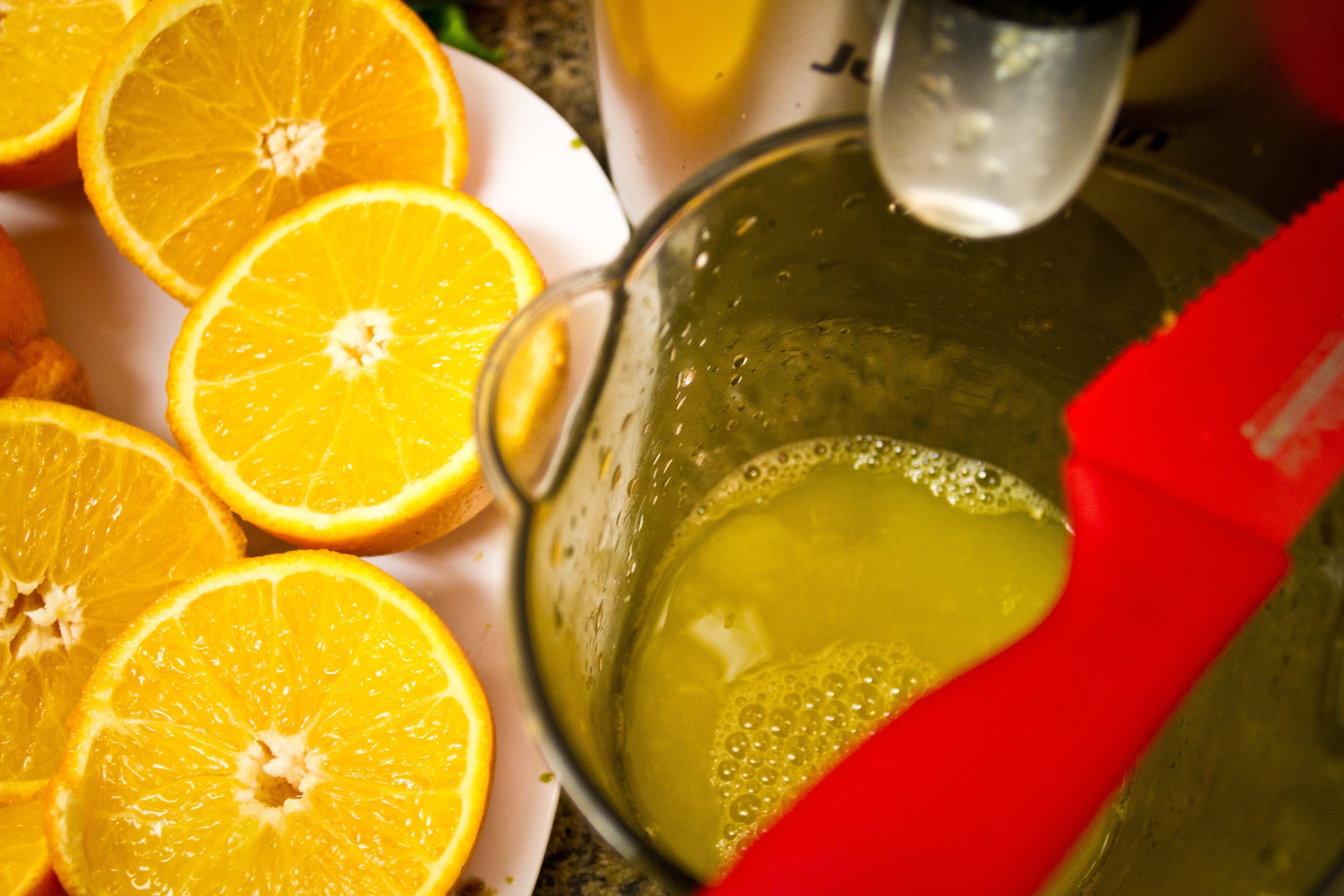
اب پرتقال طبیعی
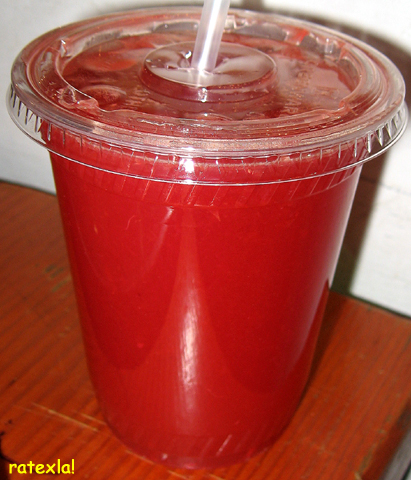
آب پرتقال با آب سیب و لیمو